# Dornbock
Dornbock là một đô thị ở huyện Anhalt-Bitterfeld, Saxony-Anhalt, Đức.